# Будславский сельсовет
Будславский сельсовет — административная единица на территории Мядельского района Минской области Белоруссии. Административный центр — агрогородок Будслав.

## Демография
На территории сельсовета по состоянию на 2021 год проживает 1074 человека в 510 домохозяйствах.

## Состав
Будславский сельсовет включает 19 населённых пунктов:
- Альжутки — деревня
- Антоново — деревня
- Барковщина — деревня
- Будслав — агрогородок
- Будслав — посёлок
- Забеги — деревня
- Илово — деревня
- Комарово — деревня
- Курчино — деревня
- Матыки — деревня
- Олешки — деревня
- Ольховка — деревня
- Петрачки — деревня
- Полесье — деревня
- Ревячка — деревня
- Репище — деревня
- Сивцы — деревня
- Слобода — деревня
- Яцковичи — деревня

## Производственная сфера
- ОАО «Будславское»
- МОП УП «Иловское»
- Будславское лесничество

## Социально-культурная сфера
- Учреждения образования: ГУО «Будславская СШ им. Павлины Мяделки», д/с № 12 аг. Будслав
- Учреждения культуры: СДК аг. Будслав, сельская библиотека аг. Будслав, музыкальная школа аг. Будслав, СДК д. Илово, сельская библиотека д. Илово
- Учреждения здравоохранения: Амбулатория д. Полесье, фельдшерско-акушерский пункт д. Илово.